# Stradario di Livorno (L-O)
In questo Stradario di Livorno sono compresi i nomi di strade, piazze e luoghi del territorio comunale di Livorno e la loro storia, sia di quelli attuali che di quelli non più esistenti.

## L

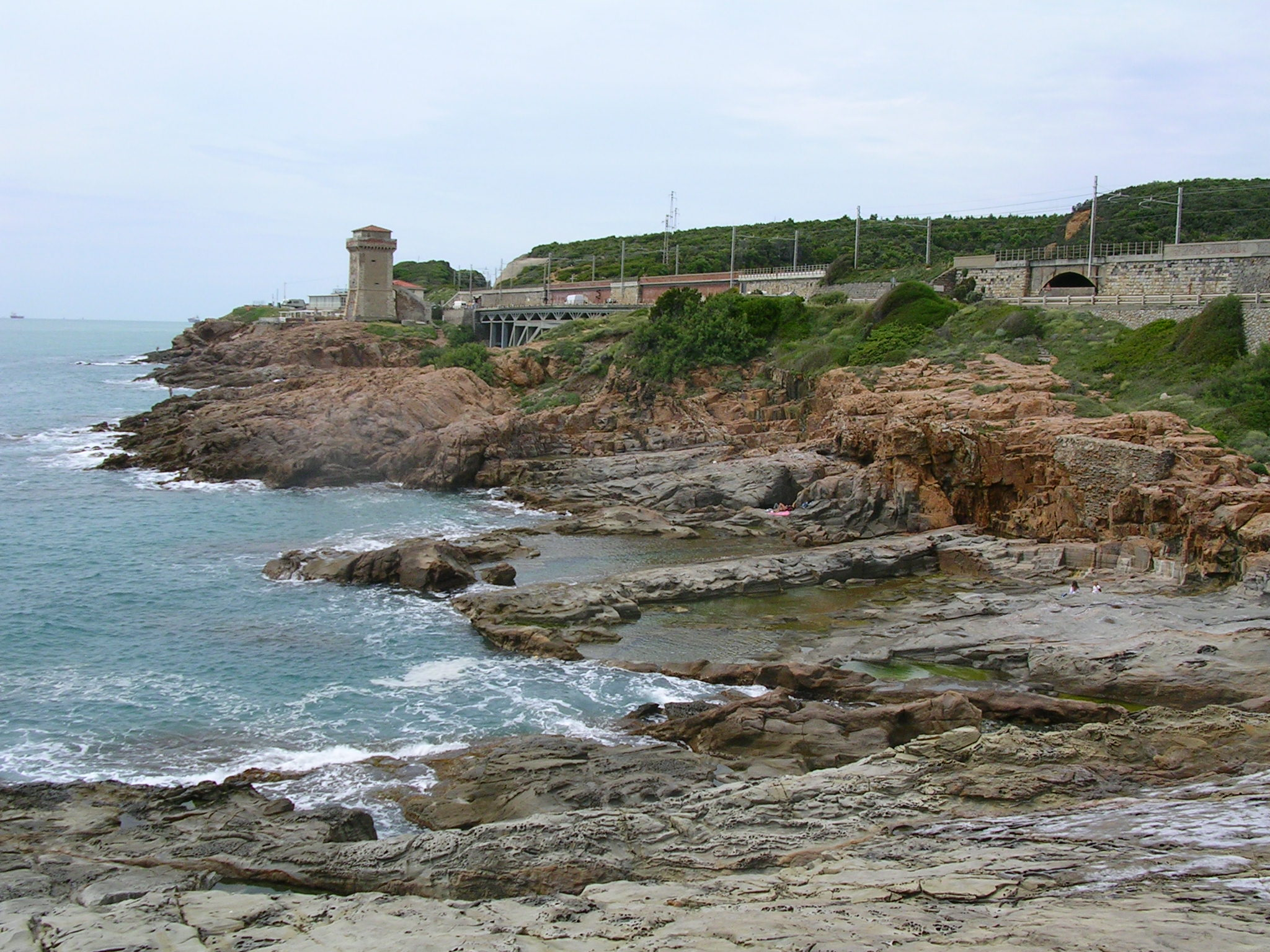
Via del Littorale e Torre di Calafuria

Via Giorgio La Pira
Via Antonio Labriolala strada ebbe questo nome nel 1958, anno in cui fu realizzata. Dal 1954 al 1958 fu dato il nome di Labriola all'attuale via Cogorano.
Via Lamarmoraintitolata al generale Alessandro La Marmora il 22 agosto 1863. Dal 24 aprile 1838, anno in cui fu realizzata, si chiamò via Carolina, dal nome della figlia primogenita di Leopoldo II.
Via Raffaello Lambruschinifu realizzata nel 1971 ed ebbe questo nome il 14 febbraio 1972.
Via Aurelio Lamprediprogettista Ferrari (Livorno, 1917 - 1989).
Via dei Lanzistrada realizzata dopo il 1828, con la demolizione di parte del Casone presidiato dai Lanzi (da cui il nome). Fu unita a via dei Carabinieri col nome di via delle Due rampe, perché alle due estremità della strada si trovava una rampa che saliva al Bastione del Casone. Nel 1901 faceva parte di via Reale, insieme all'attuale via Crispi. Ai Lanzi era intitolata un'osteria in via San Giovanni, fin dal 1784.
La Rosa (quartiere)il toponimo è attestato fin dal 1686 e si riferiva ad una fattoria appartenente agli eredi di Francesco La Rosa situata, lungo via dell'Ardenza (allora strada di Montenero) e sulla sponda del rio Felciaio (nella zona del rione attuale, sorto nel 1960). Verso il 1843 qui fu la Villa Lloyd che si disse anch'essa La Rosa.
Via delle Lastreebbe questo nome dopo il 1846 con riferimento al deposito di pietre per lastricare le strade.
Piazza Giovanni Maria Lavagnamatematico (Livorno, 27 gennaio 1812 - Pisa, 9 aprile 1870). La piazza ebbe questo nome nel 1927, in precedenza era nota come piazza Napoli.
Vicolo delle Lavandaiesi chiama così dal 1845.
Via del Lavoroebbe questo nome nel 1873, anno in cui fu realizzata.
Via Laziofu realizzata nel 1959 e così chiamata nel 1960.
Le Corti (località)
Le Gore (località)
Le Sughere (località)qui si trova il carcere, costruito negli anni ottanta del Novecento in sostituzione di quello collocato nell'ex convento della chiesa di Santa Caterina.
Via della Leccetaprima del 1846 comprendeva anche la via delle Vignacce (dal nome di una località che attraversava).
Leccia (quartiere)
Via della Leccia
Via Silvestro Legaha questo nome da 27 gennaio 1960.
Piazza Legnamida prima del 1819 si chiamò piazza San Marco con riferimento alla porta, dedicata a questo santo, che si qui trovava.
Via Adriano Lemmipatriota e gran maestro della massoneria italiana (Livorno, 30 aprile 1822 - Firenze, 23 maggio 1906). La strada ebbe questo nome nel 1960.
Via del Leonein origine si chiamò via degli Ammazzatoi per la presenza dei macelli che servivano il quartiere, poi verso il 1846 ebbe il nome attuale, con riferimento alla statua del leone alato collocato sulla vicina Porta San Marco.
Via Giacomo Leopardiebbe questo nome nel 1972.
Via Lepantoin origine si chiamò strada traversa del Lazzeretto, poi nel 1857 fu chiamata viottolone Lloyd (o semplicemente Viottolone) fino al 13 giugno 1899, quando ebbe il nome attuale.
Via di Levantesi chiama così dal 4 dicembre 1970.
Piazza Aldo Li Gobbiradiotelegrafista partigiano (1918 - 1944), morì torturato dai nazifascisti.
Via Libeccio
Viale della Libertàfu realizzata nel 1927 sul terreno già appartenente alla Villa Fabbricotti e chiamata viale XXVIII Ottobre in riferimento alla data della marcia su Roma. Il 5 agosto 1943 questo nome fu cancellato e la strada fece parte di via Marradi fino al 29 maggio 1945, quando ebbe il nome attuale in riferimento alla liberazione dal nazi-fascismo.
Via Liguriaebbe questo nome nel 1964.
Via Paolo Lillaurologo (1881 - 1950) e presidente della Società Italiana di Urologia dal 1938 al 1940. Nel 1927 fondò all'ospedale di Livorno il primo reparto di urologia della Toscana e lo diresse fino all'anno della morte. Da prima del 1865 al 1951 si chiamò via Curtatone, poi il vecchio nome fu aggiunto all'attuale via Curtatone e Montanara e la strada ebbe il nome attuale (perché Lilla abitò qui).
Via del Limoncinoufficialmente si chiama così dal 21 luglio 1958 ma è un nome antico e si riferisce alla località a cui conduce la strada. In questa località visse fino alla morte Giuseppe Ravizza, l'ideatore della macchina da scrivere.
Limonelocalità appartenuta ai Della Gherardesca, vicina al colle La Poggia, sito di un antico villaggio e di una pieve dedicata a San Giovanni, entrambi scomparsi. Da qui partiva l'acquedotto per Livorno costruito dai Medici nel 1606, rimasto in funzione per due secoli. Il toponimo è attestato fin dal 949.
Via del LittoraleIn origine partiva dalla Porta dei Cappuccini (attuale piazza Giovine Italia) e correva lungo la linea di costa. Intorno al 1705 il tratto dal Romito verso sud fino al torrente Chioma si chiamò via delle Due vie, perché da essa si staccavano due strade che si addentravano nelle colline dell'interno (Castellaccio, Montenero, Valle del Chioma). Mentre la strada continuò ad attraversare il Rio Ardenza in corrispondenza di un guado citato nei documenti come passo a collo o sia senza barca, nel 1799 fu realizzato il ponte sul botro delle Carrozze, poco a nord dell'attuale piazza Bartolommei, ad Antignano. Fra il 1835 e il 1839 la strada fu ampliata, il tracciato fu rettificato in corrispondenza di Antignano e la lunghezza estesa fino a Vada. In seguito la denominazione fu ristretta al tratto compreso fra il viale Boccaccio e il torrente Chioma (cioè comprensiva delle attuali via dell'Ardenza e via Mondolfi) e infine nel 1954 fu ristretta ancora all'estensione attuale. Indicazione del 1841: strada regia del Littorale; dal piazzale esterno della Barriera Maremmana, varca il rio Maggiore e il torrente Ardenza, il paese, per Banditella, rasenta Antignano, dalla torre del Boccale e Calafuria sul ponte di Calignaia presso la torre del Romito sopra il rio di Quercianella, al confine di Rosignano, in mezzo al ponte della Chioma: braccia 13515, larga braccia 12.
Via Augusto Liveranieducatore (1858 - 1929). La strada ebbe questo nome nel 1960, in precedenza fece parte di via Gramsci.
Via della Livorninaricorda la "Costituzione Livornina" che favorì lo sviluppo di Livorno.
Via Llewelyn Lloydpittore (Livorno, 1879 - Firenze, 1949). La strada ha questo nome dal 1960.
Via Lombardia
Via Longrilli
Via Sabatino Lopezdrammaturgo (Livorno, 1861 - 1951). La strada ebbe questo nome nel 1952.
Via Carlo Lorenziniè lo scrittore Collodi. La strada ebbe questo nome nel 1960.
Via Alessandro Lottiviolinista (1898 - 1950). La strada ebbe questo nome nel 1967, anno in cui fu realizzata.
Via Dino Lugetti
Via Giovan Battista Lullisi chiama così dal 1960.
Via Astolfo Lunardipartigiano caduto nel 1944, già combattente nella prima guerra mondiale. La strada ebbe questo nome nel 1947, in precedenza era anonima.
Piazza del Luogo Piosi chiamò piazza o piazzetta del Pallone da prima del 1784, poi degli Ammazzatoi, per la vicinanza ai Macelli Pubblici e infine ebbe il nome attuale. Il nome si riferisce sia alle Case Pie, due edifici realizzati nel 1682 per i mendicanti, poi fusi in un unico stabile, sia alla chiesa dell'Assunzione di Maria costruita a partire dal 1713. Dopo le devastazioni dei bombardamenti della seconda guerra mondiale e delle successive demolizioni, la piazza è stata ampliata sgombrando le macerie degli edifici distrutti. Attualmente è oggetto di un piano di recupero che porterà anche alla riapertura del Canale dei Navicelli lungo l'adiacente viale Caprera.
Lupilocalità posta su quella che un tempo era la sponda del Sinus Pisanus, la grande insenatura che si trovava tra Pisa e Livorno. Il nome è quello della famiglia proprietaria del podere e della villa che si trovò qui (intorno al 1760 il proprietario era Giovanni Francesco Lupi). Secondo un'indicazione dell'epoca, il podere si trovava in una lingua di terreno tra la via Pisana e la cosiddetta via Fonda, una volta Porto Pisano, località Poggetto di Santo Stefano. Il nome passò poi dalla villa al gruppo di case che furono qui costruite e infine al nuovo cimitero comunale costruito nel 1804 che ancora oggi viene chiamato popolarmente "cimitero dei Lupi" o "I Lupi".
Via Umberto Lusenapartigiano ucciso alle catacombe romane nel 1944. La strada ebbe questo nome nel 1949, in precedenza era anonima.
Via Lussemburgo
Via Martin Lutero
Via Luigi Luzzattieconomista e sociologo (Venezia, 1841 - Roma, 1927). La strada ha questo nome dal 1958, anno in cui fu realizzata. In precedenza l'attuale via Giacomo Puccini era stata dedicata a Luzzatti, fra il 1912 e il 1927.

## M

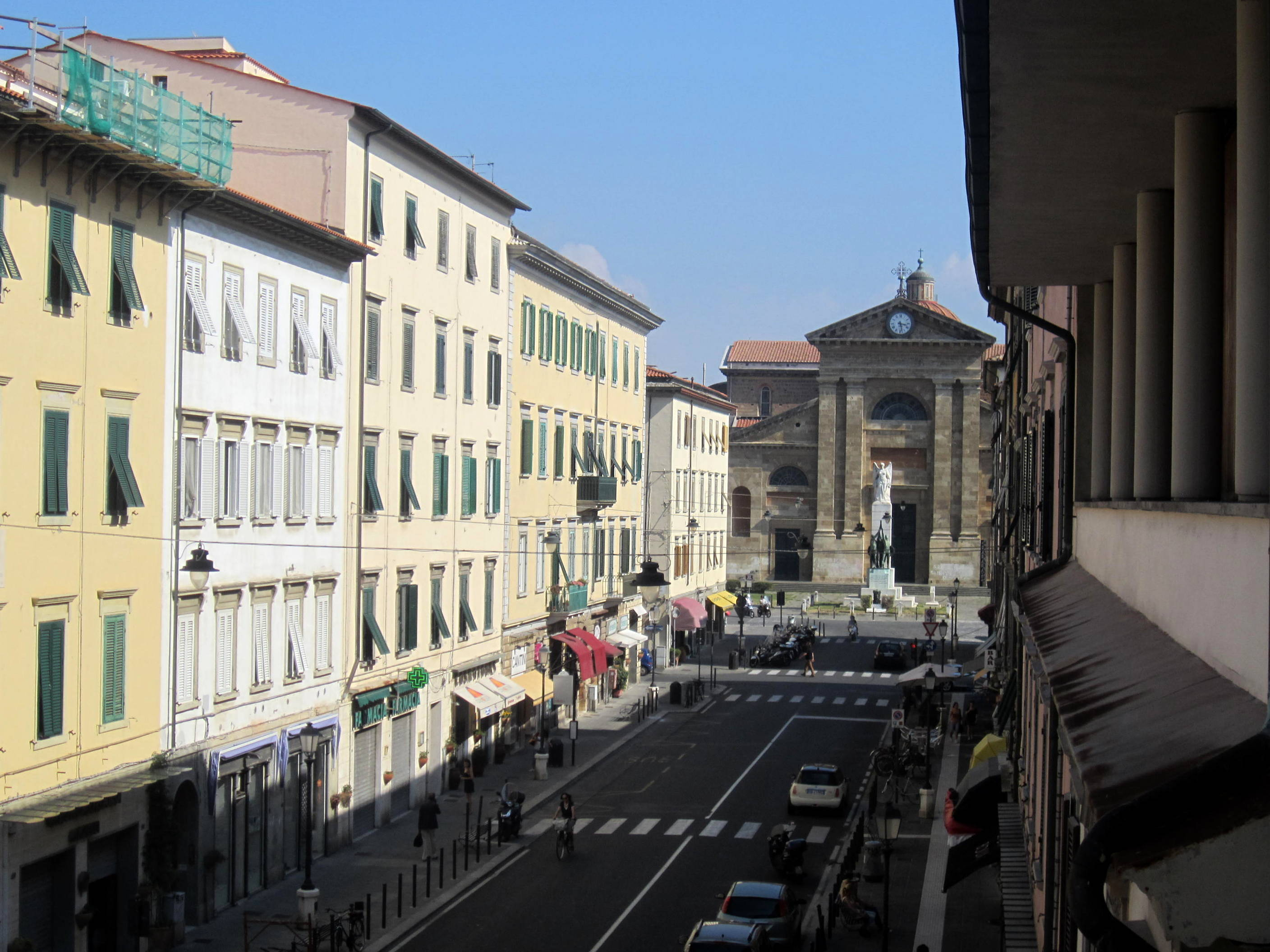
Via Magenta e chiesa del Soccorso

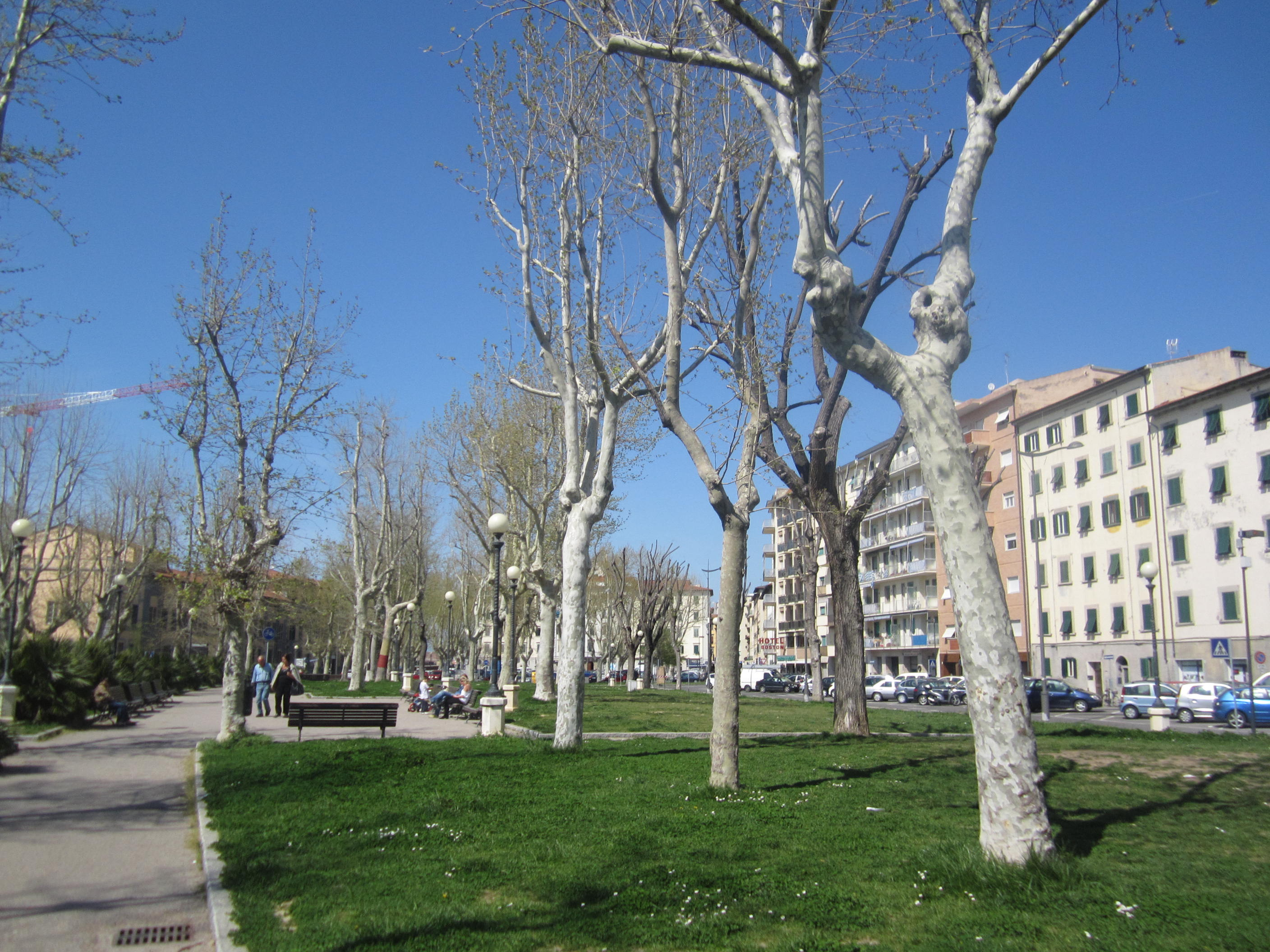
Piazza Mazzini

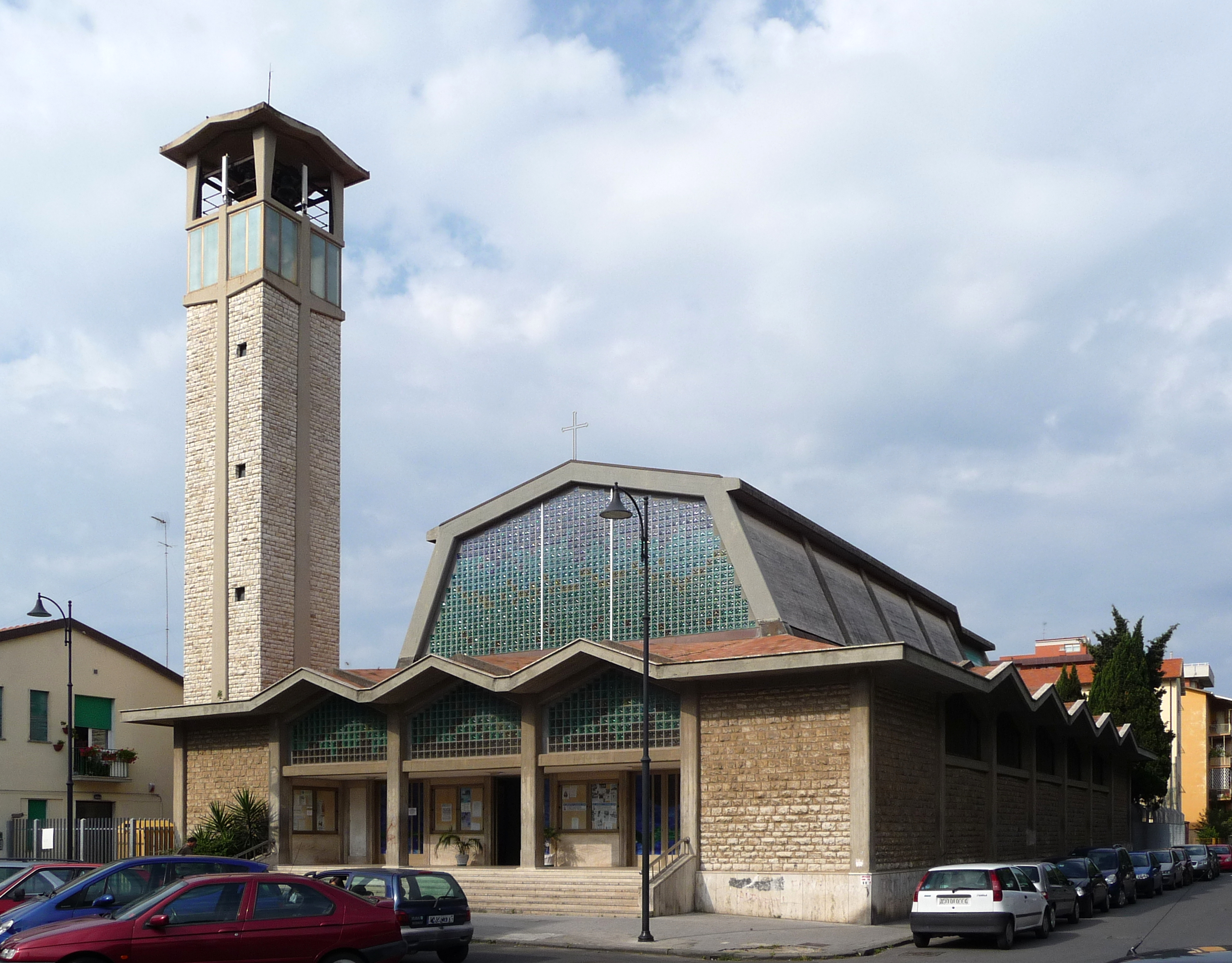
Chiesa di Sant'Agostino in piazza Aldo Moro

Via dei Macchiaiolistrada di Quercianella che dal 1927 al 1946 si chiamò viale Fattori. Alla metà del XIX secolo i Macchiaioli formavano un gruppo di artisti che durante l'estate si ritrovavano tutti insieme nella vicina Castiglioncello.
Via delle Macchie
Viale Niccolò Machiavelliebbe questo nome nel 1962. Qui si trova la chiesa di Santa Rosa, progettata dal celebre Giovanni Michelucci.
Scali delle Macineha questo nome da prima del 1843.
Via della Maddalenasi chiama così da prima del 1846, dal nome dell'Istituto Santa Maria Maddalena costruito in questa strada nel 1828.
Via della Madonnaqui sorge la chiesa della Madonna. Da prima del 1602 al 1870 i vari tratti della strada attuale ebbero nomi diversi: via dei Greci (per la presenza della chiesa dei Greci Uniti costruita nel 1607; da via Grande a via delle Galere), via della Madonna (da via delle Galere a via della Posta), via degli Armeni (per la presenza della chiesa degli Armeni costruita nel 1701; poi via della Posta vecchia delle lettere, da via della Posta a viale degli Avvalorati), via dei Gesuiti (da prima del 1784 perché essi ebbero qui un palazzo, una chiesa e un collegio, successivamente trasformati nel 1707 in sede vescovile e nel periodo tra il 1857 e il 1916 nell'attuale Palazzo di Giustizia; in seguito si chiamò via del Corso perché nel tratto del Fosso antistante alla strada si svolgeva il "corso" del palio delle barchette; si chiamò anche via del Ponte di San Giovanni Nepomuceno). Nel 1870 tutti i tratti furono riuniti sotto la denominazione attuale. Nel 1901 fu rinominata via Giordano Bruno, ma nel 1925 riacquistò il nome di via della Madonna. Prima dell'edificazione della città nuova nel 1577 esisteva già la chiesa dei Santi Cosimo e Damiano, costruita da Cosimo I de' Medici alla metà del XVI secolo e in seguito trasformata in ufficio postale fino al 1848.
Via Maestrale
Via Maestri del Lavoro
Via Alfredo Maffipartigiano caduto nel 1944. La strada ebbe questo nome nel 1949, in precedenza fece parte di via del Vigna.
Via Ferdinando Magagniniarchitetto (Livorno, 1801 - 1874), ebanista. In origine parte di via delle Spianate poi di via della Ragnaia e dal 5 settembre 1836, di Corso reale, con riferimento ad una corsa di cavalli che si svolgeva ogni anno in questa strada per ricordare l'inaugurazione della chiesa del Soccorso. Fece poi parte di corso Amedeo fino al 1927 quando ebbe il nome attuale. Ebbe anche il nome di via del Crocifisso.
Via Magentafu realizzata nel 1836 per accedere alla chiesa del Soccorso e fu chiamata via Maria Antonia in onore della seconda moglie del granduca Leopoldo II. Il 20 agosto 1859 le fu assegnato il nome attuale.
Via Maggicorrisponde in parte alla vecchia strada regia degli Spalti e fu chiamata così in onore della famiglia a cui appartenne il vescovo Sebastiano Maggi (1763 - 1839). Fino al 1846 via Maggi comprese anche l'attuale via dell'Indipendenza. Verso il 1850 il largo alberato situato tra via Maggi e via Cantini si chiamò piazzetta Leoni, dal nome del palazzo dei Tre Leoni (che risulta già esistente nel 1784).
Via Don Maggini
Via Mario Magnozzi
Via Padre Nicola Magristorico di Livorno vissuto nel XVII secolo. La strada ebbe questo nome nel 1930.
Magrignano (rione)si tratta di un'urbanizzazione avviata nei primi anni del XXI secolo nell'area di Salviano.
Via di Magrignanoprende nome dallo scomparso villaggio altomedievale di Magrignano che si trovava nella zona di Salviano.
Via Athos Mainardientomologo (Livorno, 1874 - 1943). La strada ebbe questo nome nel 1960, anno in cui fu realizzata.
Via Vincenzo Malenchinicomandante dei volontari garibaldini che parteciparono alla spedizione dei Mille (Livorno, 1813 - 1881), fu anche sindaco di Livorno e senatore del Regno. Assunse il comando di un corpo di volontari in Sicilia. Da prima del 1828 fino al 1953 si chiamò semplicemente via Malenchini.
Via Maltasi chiama così dal 6 gennaio 1934, in precedenza era senza nome.
Via della Malva
Viale Goffredo Mamelifu realizzata nel 1835 lungo le mura costruite lo stesso anno e inizialmente fece parte della strada regia suburbana e poi di via Montebello. Nel 1923 ebbe il nome attuale e nel 1952 fu limitata all'estensione attuale perché in precedenza comprendeva anche parte di viale Petrarca fino a piazza Damiano Chiesa.
Via Ugo Manaresipittore (Firenze, 1851 - Livorno, 1917). La strada ebbe questo nome nel 1954, in precedenza era anonima.
Via Ernesto Manassemineralogista (1875 - 1922). La strada ebbe questo nome nel 1966.
Via Luigi Manciniarchitetto navale (1780 - 1848). La strada ha questo nome dal 1934.
Via del Mandorloha questo nome dal 9 gennaio 1872.
Via Antonio Manginiscrittore (1819 - 1880). La strada ebbe questo nome nel 1927, anno in cui fu realizzata. Qui sorgeva la chiesa maronita.
Piazza Manincostruita nel 1858, ebbe questo nome nel 1866 in onore di Daniele Manin.
Scali Manzonidedicati ad Alessandro Manzoni, furono costruiti nel 1858 e si chiamarono inizialmente scali Santi Pietro e Paolo, in riferimento alla vicina chiesa.
Via Giovanni March
Via Marcheebbe questo nome nel 1960.
Via Giovanni Marchiscrittore e patriota (Cairo Montenotte, 1838 - Brescia, 1910). La strada ha questo nome dal 1952.
Via Irma Marchianipartigiana (1911 - 1944), medaglia d'oro della Resistenza. La strada ebbe questo nome nel 1962.
Viale Guglielmo Marconila strada fu realizzata prima del 1840 col nome di vicolo del Pesco (più tardi via del Pesco) ed era a fondo cieco (indicazione dell'epoca: nella via della Porta Leopolda s'interna braccia 180, larga braccia 10). Nel 1864 fu unita a via del Fagiano e nel 1866 fu allungata fino a via Calzabigi e rinominata via Nazionale. Infine nel 1939 ebbe il nome attuale.
Via del Mareesiste da prima del 1841.
Via delle Margheritesi chiama così dal 1960.
Piazzale dei Marmiè un piazzale costruito dopo il 1854 sul tratto di mare adiacente alla Fortezza Vecchia. In precedenza (fin da prima del 1784) un piazzale dei Marmi si trovava tra la Fortezza stessa e la batteria di Porta Trinità, dove ora c'è un parcheggio e il nuovo ponte di Santa Trinità. Il nome deriva dal fatto che qui veniva depositato il marmo in attesa di essere imbarcato.
Via Giovanni Marradipoeta (Livorno, 1851 - 1922). La strada fece inizialmente parte di via Ricasoli come tratto aggiunto fino a via Calzabigi ed ebbe il nome attuale nel 1923, quando fu allungata fino a viale Mameli. Dal 5 agosto 1943 al 1945 comprese anche l'attuale viale della Libertà.
Via Diego Martellicritico d'arte (1839 - 1897). La strada ebbe questo nome nel 1966.
Via Martellinidedicata ad Albizzo Martellini, gonfaloniere dal 1835 fino alla morte nel 1859; la strada esiste da prima del 1846.
Via Pietro Martiniscrittore (1820 - 1911), autore del diario della Difesa di Livorno. La strada ha questo nome dal 1953, anno in cui fu realizzata.
Via Renato Martorellimedaglia d'oro della Resistenza (Livorno, 1895 - Taranto, 1944). La strada ebbe questo nome nel 1958, anno in cui fu realizzata.
Via Vittor Ezio Marzocchinideputato. La strada fu realizzata ed ebbe questo nome nel 1952.
Diga del Marzocconei pressi della diga si trova la Torre del Marzocco, costruita nei primi decenni del XV secolo e completamente rivestita in marmo.
Via del Marzoccostrada realizzata poco prima del 1846, con riferimento alla Torre del Marzocco.
Via Masaccioha questo nome dal 1964.
Terrazza Mascagnisi chiamò spianata dei Cavalleggeri fino al 1927, poi una parte fu pavimentata e chiamata Terrazza Costanzo Ciano fino al 1943, quando fu assegnata al viale Italia. Nel 1945 fu intitolata a Pietro Mascagni. L'Acquario fu costruito nel 1937 sul preesistente Asilo Elioterapico (realizzato nel 1916).
Largo Tommaso Maseraeducatore (1875 - 1934). La strada ebbe questo nome nel 1962.
Via Glauco Masitipografo (Livorno, 1775 - Bologna, 1860). La strada ha questo nome dal 2 maggio 1911.
Viale Massauaha questo nome dal 1936.
Via Marco Mastacchiorganizzatore della difesa di Livorno dall'assedio degli austriaci nel 1849. La strada fece parte dell'antica via Erbosa, cosiddetta perché era una strada di campagna, e oltre a via Mastacchi comprendeva anche l'attuale via Solferino. Nel 1902 ebbe il nome attuale. Lungo questa strada si trovavano e si trovano ancora alcuni cimiteri delle comunità straniere di Livorno: il Cimitero degli inglesi (costruito nel 1839 quando fu interdetto quello di via Verdi) in prossimità della Porta San Marco, il Cimitero della Congregazione Olandese Alemanna e quello greco-ortodosso all'incrocio con via Firenze e lo scomparso Cimitero degli Armeni quasi all'incrocio con via Provinciale Pisana. Qui dal 1881 fu il deposito del tram a cavalli.
Via dei Materassai
Via Tommaso Matiingegnere (1823 - 1900), nel 1866 costruì il cantiere navale trasformando il Lazzeretto di San Rocco. La strada ha questo nome dal 3 ottobre 1927.
Via Enrico Mattei
Piazza Giacomo Matteottiquando fu costruita la nuova cinta muraria del 1835 furono qui realizzati due piazzali, uno esterno e uno interno al varco doganale detto Barriera Maremmana. Quando le mura furono demolite la piazza che ne risultò fu chiamata piazza della Barriera Maremmana o di Porta Maremmana(dal nome della barriera doganale qui eretta nel 1835) e nel 1888 piazza Roma. Nel 1945 ebbe il nome attuale ma ancora oggi è popolarmente nota come piazza Roma. Qui si erge un grattacielo, il palazzo residenziale più alto di Livorno e dell'intera Toscana.
Via Enrico Mayerpatriota (Livorno, 1803 - 1877). Da prima del 1684 si chiamò via Vecchia di Montenero ma ebbe il nome attuale dopo la morte di Mayer. Dall'attuale via Maggi (che allora si chiamava strada regia degli Spalti) in origine arrivava solo fino a via delle Spianate (attuale corso Amedeo) alla quale si univa passando sopra un ponticello. Nel 1838 la strada fu estesa fino ad incontrare l'attuale via Cambini. Questo tratto aggiunto venne poi assegnato all'attuale via Marradi e via Mayer tornò alla lunghezza originaria che mantiene ancora oggi.
Via Giovanni Ambrogio Mazentasacerdote barnabita (Milano, 1565 - 1635), fu architetto militare al servizio dei Medici. La strada ebbe questo nome il 19 settembre 1936, in precedenza si chiamò via Tronca.
Piazza Mazzinidedicata a Giuseppe Mazzini, fino al 21 marzo 1872 si chiamò piazza di Marte perché vi si svolgevano le esercitazioni militari. Il monumento a Mazzini in questa piazza fu realizzato nel 1971 da U. Becchini.
Corso Giuseppe Mazzinidal 1696, anno in cui fu costruita, fece parte di via delle Spianate e poi, dal 5 settembre 1836, di Corso reale, con riferimento ad una corsa di cavalli che si svolgeva ogni anno in questa strada per ricordare l'inaugurazione della chiesa del Soccorso. Nel 1871 le fu assegnato il nome di Corso Umberto e infine nel 1946 ebbe il nome attuale.
Via Gaetano Mazzonibotanico (1787 - 1884). La strada ha questo nome dal 1966.
Via Medaglie D'Oro della Resistenzaebbe questo nome nel 1952.
Porto Mediceo
Via Don Aldo Meigià via Dietro il Camposanto nuovo e dal 1930 parte di via Filzi, in seguito le fu dato il nome attuale.
Diga della Meloria
Via della Meloriafu realizzata nel 1911, con riferimento agli scogli antistanti Livorno, dove avvenne la battaglia fra pisani e genovesi nel 1284. Alla Meloria si trova anche una caratteristica torre.
Via Guido Menasciscrittore (Livorno, 1867 - 1925). La strada ebbe questo nome nel 1953, anno in cui fu realizzata.
Via Giampaolo Menichettipartigiano (Livorno, 1921 - Angrogna, 1944). La strada ebbe questo nome nel 1952.
Via Ciro Menottiebbe questo nome nel 1938, anno in cui fu realizzata.
Via MentanaOriginariamente parte iniziale di via di Salviano, in seguito allo sviluppo della città cambiò nome: da prima del 1828 si trova divisa in due tratti, il primo fra via De Larderel e piazza XX Settembre si chiamò via dello Spalto di S. Cosimo (e poi in seguito solo via dello Spalto), mentre il secondo tratto fra la piazza e corso Amedeo si chiamò via del Muro Rotto. Il 22 luglio 1899 furono riuniti sotto l'unica denominazione attuale. Il Muro Rotto era il luogo dove si trovava il patibolo delle forche. Anche un vicolo di via delle Spianate (cioè le attuali corso Amedeo e via Del Corona) prendeva nome dal Muro Rotto.
Largo del Mercato ortofrutticoloebbe questo nome nel 1960, perché c'è l'entrata al mercato ortofrutticolo all'ingrosso.
Via della Meridianafiancheggia l'area ex Pirelli.
Via Merli
Via del Metallofino al 1846 si chiamò vicolo Malenchini.
Via Antonio Meucci
Via Carlo Meyeringegnere e patriota (1837 - 1897). La strada ebbe questo nome il 23 maggio 1899, in precedenza si chiamò via dei Prati, perché intorno al 1837 sul lato della strada verso il mare vi era uno spiazzo alberato denominato Prato della Cala dei Cavalleggeri. Qui dal 1897 fu il deposito del tram elettrico, dal 1935 il deposito dei filobus e attualmente il deposito degli autobus ATL, in attesa del suo trasferimento nella zona di Salviano.
Via Giuseppe Micalistorico e archeologo (Livorno, 1769 - 1844). La strada si chiama così dal 1866, anno in cui fu realizzata sui terreni dei fratelli Lepri. Lungo la via sorge l'Oratorio Marini, dove è ospitato il Museo ebraico.
Via Ersilio Michelstorico e biografo risorgimentista (Livorno, 1878 - Pisa, 1955).
Via Michelangeloebbe questo nome nel 1950.
Piazza Giuseppe Micheliarchitetto navale (1823 - 1883). Fino al 1896 si chiamò piazza del Cantiere perché qui si costruivano le navi per la marina granducale. Era uno dei sette cantieri navali che allora esistevano a Livorno e Micheli ne fu il proprietario. Dal 1846 al 1854 furono costruite 124 navi per un totale di 18.000 tonnellate, mentre nel solo anno fra il 1854 e il 1855 furono costruite 10 navi a vela quadra e 8 a vela latina. La piazza è sempre stata comunemente nota come piazza dei Quattro mori, dal nome del monumento qui esistente, realizzato tra il 1595 e il 1626. Dietro il monumento esiste ancora un tratto delle mura medicee (ora trasformato in albergo) che dal 1577 difesero la città dalla parte del mare.
Via Guglielmo Michelipittore (Livorno, 1866 - 1926), allievo di Giovanni Fattori. Dapprima parte di corso Mazzini, poi si chiamò via delle Spighe fino al 1949, quando ebbe il nome attuale.
Via Michondedicata alla famiglia Michon, alla quale appartennero il gonfaloniere Pietro e il filantropo Carlo (Livorno, 1771 - 1839).
Via Don Milani
Via Milanoebbe questo nome nel 1964.
Piazza dei Millein origine (prima del 1745) fu denominata piazza della Pina d'oro, poi fu chiamata piazza dei Condotti, verso il 1846 piazza delle Quattro fonti (dalla fontana a quattro getti che fu posta qui nel 1826), piazza della Fonte e nel 1907 ebbe il nome attuale.
Via Francesco Mimbelli
Via Adolfo Minghi
Via Don Giovanni Minzonigià v. Dietro il Camposanto nuovo e dal 1930 parte di via Filzi, in seguito le fu dato il nome attuale.
Via della Misericordiafino al 1780 si chiamò via della Posta dei cavalli (perché qui si trovava la stazione di posta dove si cambiavano i cavalli delle corriere), poi ebbe il nome attuale, in riferimento alla confraternita della Misericordia che ebbe qui la sua sede. La Misericordia a Livorno fu costituita nel 1595 e la sua prima sede fu nella chiesetta di via San Francesco, poi nel 1780 si trasferì nella chiesa di Santa Barbara, in via Grande. Nel 1943 si trasferì all'Ardenza e dal 1952 è nella sede attuale di via Verdi, presso la chiesa di San Giorgio. Indicazione del 1781: dalla Porta a Pisa volta in via dei Pagliacci dalla parte delle mura, nelle vie Serristori e Coroncina.
Via Frida Misul
Via Aldobrandino Mochiantropologo (Livorno, 1874 - 1932). La strada ebbe questo nome nel 1966, anno in cui fu realizzata, e finisce sul retro della chiesa di San Matteo.
Via Amedeo Modiglianiebbe questo nome nel 1948, anno in cui fu realizzata la strada. In precedenza vi erano solo campi coltivati.
Piazza Giuseppe Emanuele Modiglianiavvocato e politico (1872 - 1947). In precedenza si chiamò piazza delle Isole, poi nel 1903 fu chiamata piazza Benedetto Brin e nel 1948 ebbe il nome attuale.
Via Mogadiscioebbe questo nome il 26 febbraio 1930.
Molinacciotoponimo con il quale si identifica l'antico rio alla cui foce fu aperto un mulino ad acqua; il corso del rio attualmente coperto scorre ancora sotto piazza della Vittoria, l'Attias e lungo Corso Mazzini per sfociare al largo Bellavista.
Via Moliseebbe questo nome nel 1964.
Spianata del Molo Mediceo
Via del Molo Mediceofu costruita nel 1571 con l'ampliamento del porto e prende nome dal molo fatto costruite da Cosimo II de' Medici tra il 1609 e il 1617. Prima del 1846 si chiamò Andana degli Anelli. Il 18 dicembre 1866 fu chiamata via del Molo vecchio. In origine la via del Molo era quella che correva lungo tutta la Darsena, da piazza del Pamiglione a via dell'Arsenale, a scali della Darsena.
Via Uberto Mondolfiinsegnante (Livorno, 1877 - Firenze, 1941), sindaco socialista dal 1920 al 1922. La strada ha questo nome dal 1954, in precedenza si chiamava Via del Littorale.
Via Jeanne Monnet
Via Alberto Montanarimusicista (Livorno, 1878 - 1953), autore dell'operetta Il birichino di Parigi.
Via Montebelloal centro di questa strada si trovava il percorso delle mura costruite nel 1835 e demolite nel 1888, quando la cinta daziaria cittadina fu ampliata. Su entrambi i lati delle mura si trovavano due strade, via della Cinta interna e via della Cinta esterna. Una volta abbattute le mura, la strada ebbe il nome attuale il 22 luglio 1889.
Monte Burrone (località)è una collina posta tra Montenero e Antignano, dove si trovano i resti del Mausoleo di Ciano.
Via del Monte d'Oro
Via Moses Montefioreha questo nome dal 1964.
Piazzale del Montelloil piazzale si formò con la costruzione dello stadio nel 1934 ed ebbe subito questo nome.
Via Monte GrappaLa strada ricevette il nome attuale nel 1918 in ricordo degli scontri avvenuti in questa località durante la prima guerra mondiale. In precedenza si chiamò via Pratese (dal 1606), via dell'Amore (intorno al 1634, per la presenza di alcune case di tolleranza), via dei Materassai (da prima del 1784 al 1918) e anche via dei Cappottai per la presenza di negozi che vendevano cappotti.
Via Montelungofu realizzata nel 1963 e l'anno dopo ebbe questo nome. Si riferisce alla battaglia combattuta l'8 dicembre 1943 fra l'esercito italiano e i tedeschi.
Montenero (quartiere)
Piazza di Montenerofu realizzata nel 1345 insieme al primo oratorio dedicato alla Madonna di Montenero, che nel 1463 fu trasformato in santuario e ingrandito nel 1531. Qui si trova anche il Famedio, costruito nel 1873, dove sono sepolti illustri personaggi cittadini.
Via di Monteneronel 1781 la via di Montenero partiva dalla Porta dei Cappuccini (attuale piazza Giovine Italia) e percorreva Borgo Cappuccini, piazza Roma, via Roma, via dell'Ardenza e il tratto di via Mondolfi fino alla chiesa dell'apparizione dove si congiungeva all'attuale via di Montenero. Nel 1835 l'inizio della via di Montenero fu spostato all'incrocio con corso Mazzini, nel 1841 a piazza Roma e nel 1846 ebbe l'estensione attuale. Da prima del 1694 si ebbe anche la via vecchia di Montenero, che comprendeva via Enrico Meyer e via Roma fino a piazza Roma. Anche via Cecconi si chiamò via di Montenero.
Scali del Monte Pioda prima del 1660 si chiamarono scali Dietro il Monte e scali del Monte, perché qui si trovò dal 1708 il Monte di pietà. La parte più vicina alla chiesa dei Domenicani si chiamò scali dei Domenicani. Descritto nel romanzo postumo, "Un cappello pieno di ciliegie" da Oriana Fallaci.
Via di Monterotondola strada esisteva già nel 1798.
Via Maria Montessori
Via delle More
Piazza Aldo Morogià piazza delle Belle Arti dal 1952 per la vicinanza della pinacoteca "Giovanni Fattori".
Darsena Morosini
Scalo Morosini
Via delle Mortelleha questo nome dal 1964.
Via dei Mulinaccila strada ebbe questo nome dopo il 1846, in riferimento alla località Mulinaccio e al ponte del Mulinaccio, attestati da prima del 1782, dove si trovava il Campaccio dei Turchi (cioè il cimitero musulmano). I "mulinacci" erano due antiche torri per la difesa costiera costruite nel 1595 che furono poi adibite a mulini del grano. Qui si trovava anche il Fosso dei Mulinacci, che fu coperto nel 1845.
Via dei Muliniebbe questo nome da prima del 1846 in riferimento ai mulini qui esistenti, poi trasformati in case e demoliti nel 1904. Al loro posto furono costruiti gli Asili Notturni, qui trasferiti dall'ospedale di Santa Barbara sito in via Santa Fortunata.
Via del Mulino a Ventoprende nome dal mulino a vento costruito nel 1611. La strada esiste da prima del 1660, anche se nel 1958 fu ricostruita in posizione leggermente diversa. Prima del 1784 si chiamò via delle Fornaci, con riferimento alle fornaci di mattoni utilizzati per costruite le mura della città. All'epoca la strada si estendeva dall'attuale via Cassuto alla scomparsa via del Sassetto.
Piazza del Municipionel 1720 fu costruito il Palazzo della Comunità (l'attuale Municipio, che entrò in funzione nel 1742) e la parte antistante prese il nome di piazzetta della Comunità. Nel 1929 fu rinominata piazza Maria del Belgio principessa di Piemonte, nel 1946 largo del Municipio e nel 1954 ebbe nome e dimensioni attuali (si veda anche la voce Piazza Grande. Sulla piazza si affacciano il Palazzo Granducale ed il Palazzo della Dogana, sede rispettivamente dell'Amministrazione provinciale e della Camera di Commercio.
Via Ludovico Antonio Muratori

## N
Via Nedo Nadiebbe questo nome nel 1958, anno in cui fu realizzata. Qui si trovava l'ala sinistra della grande caserma chiamata "il Casone" e una piccola rampa che saliva sul Bastione del Casone.
Via Napoliha questo nome dal 1964. Fino al 1927 l'attuale piazza Lavagna si chiamò piazza Napoli.
Via Aristide Nardini Despotti Mospignottiarchitetto (Livorno, 1826 - 1903). La strada ebbe questo nome il 3 ottobre 1927.
Via Pietro Nardiniebbe questo nome il 3 ottobre 1927.
Via delle Navida prima del 1828 al 1846 si chiamò via del Condotto alle navi, poi ricevette il nome attuale. Dal 1923 al 1943 si chiamò via Giorgio Moriani in ricordo dello squadrista fascista (Marina di Pisa, 8 aprile 1904 - Livorno, 18 maggio 1921) ucciso proprio in questa strada. La strada conduceva alla Doccia sul fosso del Lazzeretto di San Rocco, dove le navi si rifornivano d'acqua.
Scali del Navigliosi chiama così da prima del 1843.
Calata Negrelli
Via Luigi Negrelliingegnere (1789 - 1858), progettista del canale di Suez. La strada ha questo nome dal 26 febbraio 1926.
Via Pietro Nenni
Via Dario Niccodemicommediografo (Livorno, 1874 - Roma, 1934). La strada ebbe questo nome nel 1948, anno in cui fu realizzata.
Via Aurelio Nicolodifondatore dell'Unione Italiana Ciechi (Trento, 1894 - Firenze, 1950). La strada ebbe questo nome il 24 febbraio 1970, anno in cui fu realizzata.
Viale Ippolito Nievoin origine fece parte della strada regia Suburbana, poi del viale di Circonvallazione e infine il 21 febbraio 1927 ebbe il nome attuale. In origine qui passava la cinta daziaria e successivamente parte del percorso urbano della linea ferroviaria per Tirrenia. Lungo il viale si trova un importante cimitero ebraico. La strada coincide con un tratto urbano della via Aurelia.
Via Plinio Nomellinipittore (Livorno, 1866 - 1943). La strada ha questo nome dal 1952, anno in cui fu realizzata.
Via Nord
Via Norvegia
Via Augusto Novellicommediografo (Firenze, 1868 - Carmignano, 1927). La strada nacque nel 1893 con la costruzione della scuola elementare nella vecchia piazza Carlo Poerio, ma fino al 1960 fece parte di via Bernardina, poi le fu assegnato il nome attuale.
Scali Adriano Novi Lenadeputato e magistrato (1839 - 1888). Ebbe questo nome nel 1896, in precedenza si chiamò via San Rocco, via degli scali San Rocco e via del Lazzeretto di San Rocco, perché la strada conduceva a questo lazzeretto, costruito nel 1590, al cui posto fu in seguito costruito l'attuale cantiere navale Orlando. Sotto la strada vi sono dei magazzini ai quali si accede dalla darsena e per questo motivo ancora a inizio Novecento la strada era popolarmente chiamata "via sulle cantine". Al numero 3 vi erano i Bagni Casalini (dal nome del proprietario), uno dei primi stabilimenti balneari della città, già esistente nel 1834 quando scavando un pozzo per l'acqua dolce all'interno dell'immobile si scoprì invece una polla di acqua salmastra alla quale furono riconosciute proprietà curative. Lo stabilimento assunse il nome di Bagno e Acqua Purgativa di San Rocco e l'acqua venne venduta a 10 centesimi al fiasco ma poi la polla fu abbandonata e lo stabilimento era già chiuso nei primi anni del Novecento.
Via Novorossijskcittà portuale russa affacciata sul Mar Nero, gemellata con Livorno.
Darsena Nuova
Nuovo Centro (quartiere)la sua realizzazione è stata ufficializzata nel 2007, sebbene la proposta risalisse ai primi anni novanta. Il quartiere, noto anche col nome di San Martino (in riferimento alla vicina chiesa di Salviano), si inserisce tra Salviano e Ardenza, a cavallo della Variante Aurelia.

## O

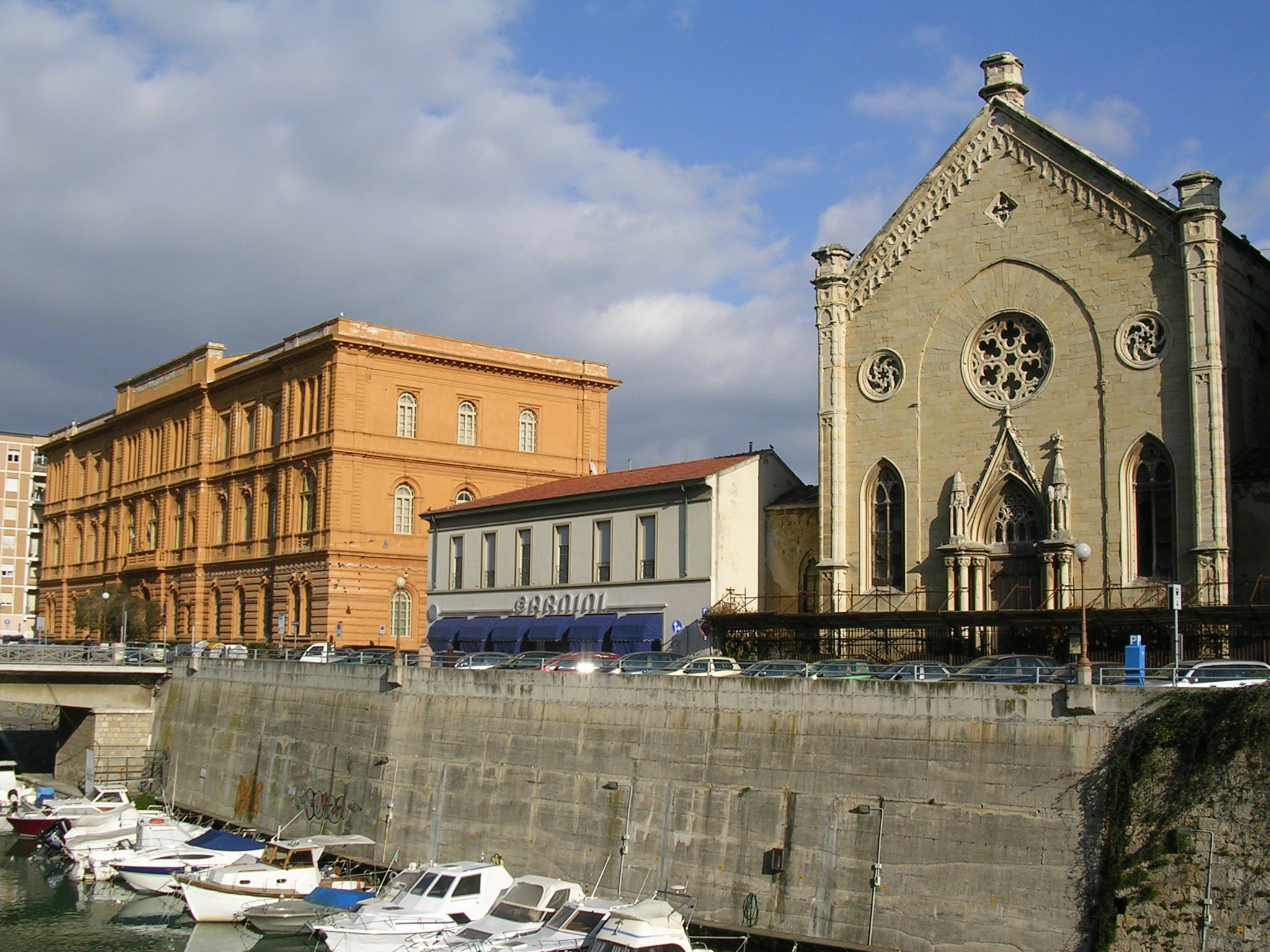
Scali degli Olandesi e chiesa protestante

Via dell'ONU
Via Guglielmo Oberdanda prima del 1828 si chiamò via del Ponte de' Lami, poi fece parte di via dell'Origine e dal 1836 fu chiamata via delle Spianate fino al 14 settembre 1916, quando ebbe il nome attuale. Con il termine "spianate" veniva indicato il territorio attorno alla città dove era proibito edificare. A circa 800 metri dalle mura vennero poste delle guglie che indicavano la gittata massima dei cannoni posti sulle mura stesse e la via delle Spianate era la strada che toccava quelle guglie.
Via Olanda
Scali Olandesifurono realizzati nel 1857 in seguito alla rettifica del tracciato del Fosso Reale ed ebbero il nome attuale nel 1866. Nel 1923 furono chiamati scali Ugo Botti, dal nome di uno squadrista fascista (1902 - 1921). Il 5 agosto 1943 furono rinominati scali Antonio Benci, dal nome della scuola elementare qui esistente dal 1893 e il 29 maggio 1945 fu ripristinato il vecchio nome di scali degli Olandesi che ricorda il qui esistente Tempio della Congregazione olandese alemanna. La congregazione esiste dal 1600, la chiesa fu costruita nel 1864 e il cimitero fu situato prima presso la chiesa di San Giuseppe (nel 1683) e poi dal 1840 in via Mastacchi presso l'incrocio con via Firenze, accanto al cimitero greco-ortodosso.
Via degli Oleandriha questo nome dal 1953, anno in cui fu realizzata.
Via degli Oleastri
Via dell'Olivara
Via dell'Olmoil 9 gennaio 1872 ebbe il nome attuale, in precedenza faceva parte di via dei Condotti Vecchi. Anche l'ultimo tratto di via dell'Angiolo si chiamò da prima del 1784 via dell'Olmo.
Via Ombrosatraversa alla via di Montenero, fiancheggia la storica Villa Freccia, meglio nota come Villa Ombrosa dal nome del rigoglioso parco che la circonda.
Origine (rione)da prima del 1694 era detto Origine un gruppo di case che non aveva la qualifica di borgo perché non aveva una chiesa. Si trovava intorno alla biforcazione dell'attuale via dell'Origine nelle vie De' Tivoli e Bonomo. Qui si trovò anche la villa Funaro (poi Lemach) e il piccolo ponte dell'Origine.
Via dell'OrigineIn origine la strada fece parte della via vicinale di Coteto, poi nel 1780 fu costruita una cappella nella villa Lemach e per questo la strada divenne comunitativa ed ebbe il nome attuale. Comprese anche il tratto fra piazza Venti settembre e corso Amedeo, che nel 1836 fu chiamato via delle Spianate (attuale via Guglielmo Oberdan). Nel 1837 via dell'Origine fu chiamata anche via delle Colonne.
Via dell'Oriolinoprima del 1846 si chiamò via del Corallo, dal nome del torrente che qui scorreva; poi ebbe il nome attuale. Un'osteria dell'Oriolino nel 1783 si trovava in via dei Cavalieri lato piazza Guerrazzi.
Via Beppe Orlandiattore vernacolare.
Calata Orlando
Piazza Luigi Orlandoingegnere navale (1814 - 1896) e patriota. La piazza ebbe il nome attuale nel 1896, in precedenza si chiamò piazza Bellavista. Qui si trova il monumento a Luigi Orlando realizzato nel 1898 da Lio Gangeri. La Porta a Mare fu costruita nel 1835 e demolita nel 1890; si trovava sul canale dei Lazzeretti, in linea con corso Mazzini, accanto al cinema all'aperto. Accanto alla porta, sulla spalletta del canale erano collocati i delfini di ghisa che dopo la demolizione furono trasferiti alla Barriera Regina Margherita e poi sugli scali Novi Lena, finché nel 1955 furono definitivamente installati al porticciolo d'Ardenza.
Via Salvatore Orlandoingegnere navale e uomo politico italiano (1856 - 1926). La strada ebbe questo nome il 26 febbraio 1936. Qui sorge la Centrale termoelettrica Marzocco.
Via Vittorio Emanuele Orlandoebbe questo nome nel 1953, in precedenza fu intitolata ad Orlando l'attuale via Leonardo Cambini, dal 1918 al 1927.
Viale Giuseppe Orosichimico (1815 - 1875). Ha questo nome dal 1927.
Via Pietro Orsilago
Via delle Ortensieha questo nome dal 1972.
Via Ostro
Via Federico Antonio Ozanamstorico e filosofo (Milano, 1813 - Marsiglia, 1853) che soggiornò in una casa di questa strada. Da prima del 1840 si chiamò via dei Giardini, poi nel 1927 fu intitolata a Nazzareno Giovannucci (Prezza, 10 febbraio 1904 - Livorno, 1924), cofondatore del Fascio di Livorno ucciso in un agguato. Nel 1943 fu ripristinato il vecchio nome di via dei Giardini e nel 1953 ebbe il nome attuale. Il nome via dei Giardini faceva riferimento ad un'antica villa appartenuta ai Medici, poi ai Sampieri e ai Niccolai Gamba, detta Villa del Giardino, a sua volta così chiamata dalla località Giardino, qui attestata fin dal 1537. In questa villa soggiornò il poeta Tobias Smollett dal 1769 al 1771 quando morì. Nel 1839 il percorso della via del Littorale fu spostato verso il mare e il tratto abbandonato venne venduto alla famiglia Gamba, per cui la villa che una volta era a ovest della via Aurelia, ora si trova a est. Secondo un'indicazione del 1845, questo era il percorso della strada che dalla villa portava in città: Villa Sampieri, villa dei signori Gerbault, poi dalla torretta di Ardenza (attuale Rotonda di Ardenza) al ponte di Santa Lucia (attuale inizio di via dei Pensieri dal viale Italia), lazzeretto di San Leopoldo (attuale Accademia Navale), poi ponte che va ai Cavalleggeri (viale Italia all'altezza degli attuali Bagni Pancaldi), poi Campaccio dei turchi, ponte del Mulinaccio fino alla capanna di Bellano (il campaccio, il ponte e la capanna si trovavano nel tratto di viale Italia compreso fra la Terrazza e il cantiere navale), lungo i terrapieni del primo lazzeretto (l'attuale cantiere navale), alla porta dei Cappuccini (attuale piazza Giovine Italia).